# Meridiano 57 E
Meridiano 57 E é um meridiano que, partindo do Polo Norte, atravessa o Oceano Ártico, Europa, Ásia, Oceano Índico, Oceano Antártico, Antártida e chega ao Polo Sul. Forma um círculo máximo com o Meridiano 123 W.
Começando no Polo Norte, o meridiano 57º N tem os seguintes cruzamentos:
| País, território ou mar | Notas |
| ----------------------- | --- |
| Oceano Ártico           | |
| Rússia                  | Ilha Carlos-Alexandre, Ilha Jackson, Ilha Payer, Ilha Ziegler, Ilha Salisbury, e Ilha MacKlintok, Terra de Francisco José |
| Oceano Ártico           | Mar de Barents |
| Rússia                  | Ilha Severny, Nova Zembla                                                                                                 |
| Oceano Ártico           | Mar de Kara |
| Rússia                  | Ilha Yuzhny, Nova Zembla                                                                                                  |
| Oceano Ártico           | Mar de Pechora |
| Rússia                  | |
| Cazaquistão             | |
| Uzbequistão             | |
| Turquemenistão          | |
| Uzbequistão             | |
| Turquemenistão          | |
| Irão                    | |
| Golfo Pérsico           | Golfo de Omã |
| Omã                     | |
| Oceano Índico           | Passa a leste das Ilhas Agalega, Ilhas Maurícias · Passa a oeste da ilha Ilhas Maurícias                                  |
| Oceano Antártico        | |
| Antártida               | Território Antártico Australiano, reclamado pela Austrália                                                                |